# Peter van den Berg
Peter Alexander van den Berg (Rotterdam, 19 dicembre 1971) è un allenatore di calcio ed ex calciatore olandese, di ruolo difensore.